# Émile Huet
Émile Huet (Brussel·les, 29 d'abril de 1874 - ?) va ser un ciclista belga, que competí a finals del segle xix. Va guanyar una medalla de bronze al primer Campionat del món professional en velocitat al 1895.

## Palmarès
- 1894
  -  Campió de Bèlgica de velocitat